# Mức độ đa dạng của loài

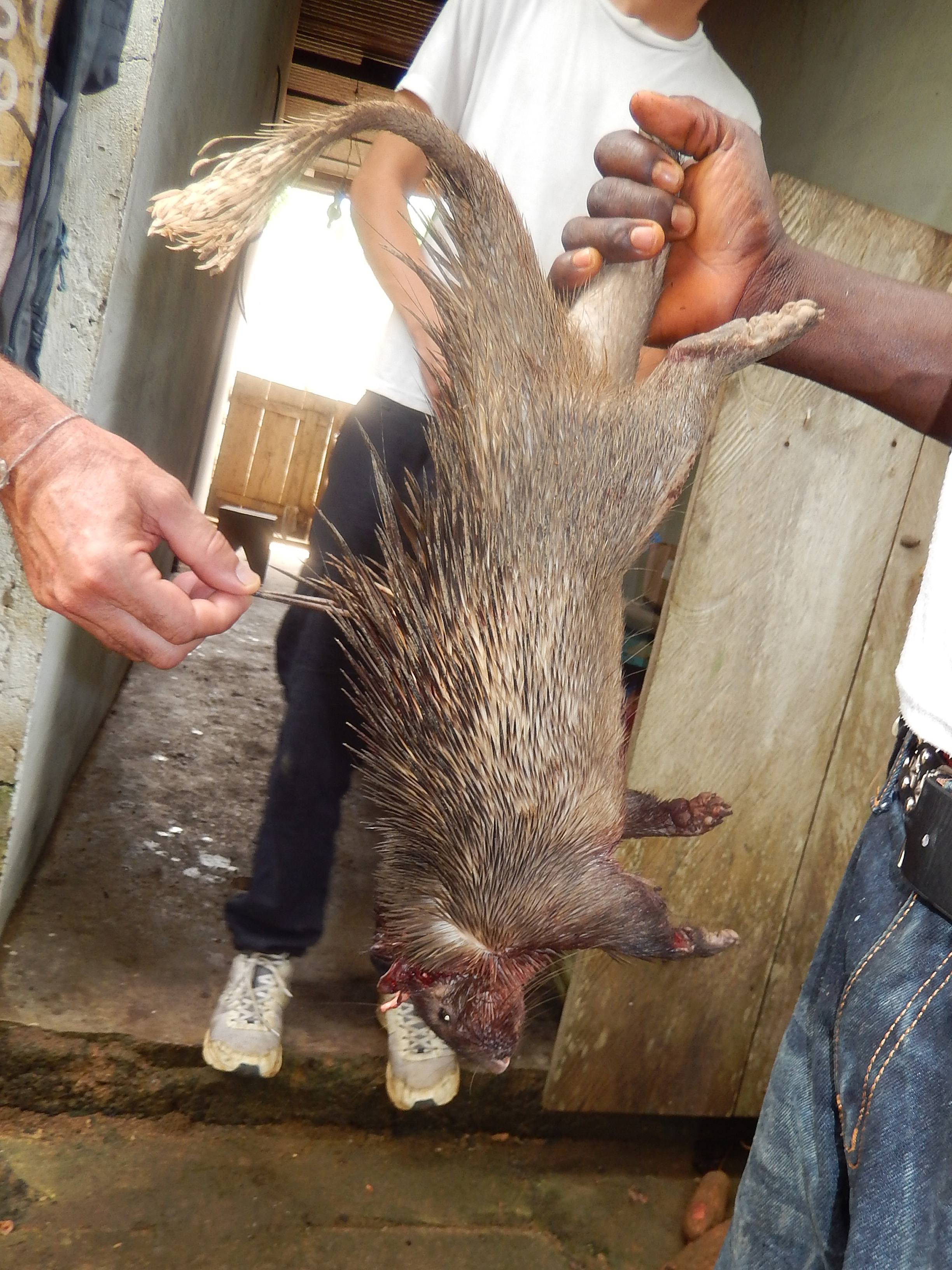
Nhím là loài thường gặp trên các đồng cỏ ở châu Phi, chúng là một món thịt rừng khoái khẩu của người dân

Mức đa dạng của loài hay độ phong phú của loài (Species richness) là tần suất của một số loài khác nhau có hiện diện trong một cộng đồng sinh thái, cảnh quan hay một khu vực, vùng sinh thái nhất định chúng là một thành tố cấu thành đa dạng loài. Độ phong phú của loài chỉ đơn giản là về một số loài hay một vài loài và nó không tính đến sự phong phú của các loài hoặc sự phân bố tương đối phong phú của chúng. Sự đa dạng loài có tính đến độ phong phú của cả loài và độ đồng đều (tính đồng điệu) của loài (Species evenness).

## Tiêu chí
Độ phong phú của loài (hay mức giàu có) là tỉ số (%) về số cá thể của một loài nào đó so với tổng số cá thể của tất cả các loài có trong quần xã. Trong đó, có những công thức tính xác định D-độ phong phú của loài trong quần xã (%), ni-số cá thể của loài trong quần xã, N-số lượng cá thể của tất cả các loài trong quần xã. Độ phong phú của loài được biểu thị bằng các chỉ số định tính: hiếm (+), hay gặp (++), gặp nhiều (+++), gặp rất nhiều (++++).
Loài có độ phong phú cao là loài có tỉ lệ % số cá thể cao hơn hẳn so với các loài khác trong quần xã. Trong quần xã rừng thông, thông là loài ưu thế nhưng đồng thời cũng là loài có độ phong phú cao. Độ đa dạng chỉ mức độ phong phú về số lượng loài trong quần xã. Ví dụ khi di chuyển từ miền địa cực xuống vùng xích đạo thường có sự thay đổi số lượng loài và theo chiều hướng gia tăng do khí hậu vùng xích đạo ấm áp và thuận lợi cho sự sinh sôi nảy nở.

## Phân loại
Tùy thuộc vào mục đích định lượng độ phong phú của loài, các cá thể có thể được chọn để phân loại mức đa dạng theo nhiều cách khác nhau. Ví dụ, chúng có thể được tìm thấy trong một ô kiểm kê, chim được quan sát từ một điểm quan trắc hoặc bọ cánh cứng được thu thập trong những cái bẫy. Một khi tập hợp các cá thể đã được xác định, độ phong phú loài của nó có thể được định lượng chính xác, miễn là phân loại cấp loài của các sinh vật quan tâm cũng được biết rõ. Áp dụng các phân định loài khác nhau sẽ dẫn đến các giá trị đa dạng loài khác nhau cho cùng một tập hợp các cá thể.
Trong thực tế, người ta thường quan tâm đến sự phong phú của các loài trong khu vực quá lớn đến nỗi không phải tất cả các cá thể trong chúng đều có thể được quan sát và xác định loài. Sau đó áp dụng các phương pháp lấy mẫu khác nhau sẽ dẫn đến các set khác nhau của cá thể được quan sát cho cùng một khu vực quan tâm, và sự phong phú loài của mỗi bộ (set) có thể khác nhau. Khi một cá thể mới được thêm vào một bộ, nó có thể giới thiệu một loài chưa được đại diện trong bộ, và do đó làm tăng sự phong phú loài của bộ này. Vì lý do này, một bộ với nhiều cá thể có thể được dự kiến sẽ chứa nhiều loài hơn bộ với ít cá thể hơn.
Nếu độ phong phú của mẫu thu được được lấy để đại diện cho sự phong phú của loài ở môi trường sống bên dưới hoặc đơn vị lớn hơn khác, giá trị chỉ có thể so sánh nếu các nỗ lực lấy mẫu được chuẩn hóa theo cách thích hợp. Các phương pháp lấy mẫu có thể được sử dụng để mang các mẫu có kích thước khác nhau. Các đặc tính của mẫu, đặc biệt là số loài chỉ đại diện bởi một hoặc một vài cá thể, có thể được sử dụng để giúp ước lượng độ phong phú của loài trong quần thể mà mẫu được rút ra.

## Đánh giá
Xu hướng trong sự phong phú của loài chính là sự phong phú của loài được quan sát không chỉ bị ảnh hưởng bởi số lượng cá nhân mà còn bởi tính không đồng nhất của mẫu. Nếu cá thể được rút ra từ các điều kiện môi trường khác nhau (hoặc môi trường sống khác nhau), sự phong phú của các loài kết quả có thể được dự kiến sẽ cao hơn nếu tất cả các cá thể được rút ra từ môi trường tương tự. Sự tích tụ của các loài mới với nỗ lực lấy mẫu ngày càng tăng có thể được hình dung với một đường cong tích tụ loài. Những đường cong như vậy có thể được xây dựng theo nhiều cách khác nhau. Việc tăng diện tích lấy mẫu đã làm tăng mức độ phong phú của các loài được quan sát bởi vì nhiều cá thể được đưa vào mẫu và vì các khu vực rộng lớn không đồng nhất về mặt môi trường so với các khu vực nhỏ.
Nhiều nhóm sinh vật có hầu hết các loài ở vùng nhiệt đới, dẫn đến độ dốc theo độ dốc của loài. Đã có nhiều cuộc thảo luận về mối quan hệ giữa năng suất và sự phong phú của loài. Kết quả đã thay đổi giữa các nghiên cứu, do đó không có sự đồng thuận toàn cầu về mô hình hoặc nguyên nhân có thể đã xuất hiện. Sự phong phú của các loài thường được sử dụng như một tiêu chí khi đánh giá các giá trị bảo tồn tương đối của môi trường sống hoặc cảnh quan. Tuy nhiên, sự phong phú của loài gần như là mù mờ với việc định danh loài. Một khu vực có nhiều loài đặc hữu hoặc quý hiếm thường được coi là có giá trị bảo tồn cao hơn khu vực khác, nơi có sự đa dạng về loài, nhưng tất cả các loài đều phổ biến và trên diện rộng.